# Lorenzo Strozzi
Lorenzo Strozzi (Firenze, 3 dicembre 1523 – Avignone, 14 dicembre 1571) è stato un cardinale, arcivescovo cattolico e abate italiano.

## Biografia
Figlio del potente Filippo Strozzi e di Clarice de' Medici, fece la sua carriera ecclesiastica in Francia, prima come abate di Saint-Victor a Marsiglia (rinunciò all'incarico nel 1561), poi come abate di Villar San Costanzo della Staffarda, e infine vescovo di Béziers dal 7 dicembre 1547. Fu consacrato vescovo a Parigi l'8 giugno 1550.
Nella regione della Linguadoca, dove si trovava, combatté con fermezza l'eresia calvinista, allora molto diffusa. In Francia ebbe il sicuro appoggio della cugina e regina Caterina de' Medici, con la quale era cresciuto come se fosse stata sua sorella maggiore: Caterina era stata infatti accolta dai genitori di Lorenzo dopo la morte di suo padre, Lorenzo duca di Urbino.
Fu nominato cardinale dal papa Paolo IV nel concistoro del 20 dicembre 1555 con il titolo di Santa Balbina.
Il 9 maggio 1561 rinunciò alla diocesi di Béziers e fu nominato amministratore apostolico dell'arcidiocesi di Albi.
Il 6 febbraio 1568 fu eletto arcivescovo di Aix, ma rinunciò prima dell'8 febbraio dello stesso anno.

## Ascendenza
|                            |                    |                          | Genitori               |  |  | Nonni |  |  | Bisnonni       |  |  | Trisnonni      |  |
|                            |                    |                          |                        |  |  |       |  |  | Matteo Strozzi |  |  | Simone Strozzi |  |
|                            |                    |                          |                        |  |  |       |  |  | Matteo Strozzi |  |  | Simone Strozzi |  |
|                            |                    | Andreina Rondinelli      |                        |  |  |       |  |  | Matteo Strozzi |  |  |                |  |
| Filippo Strozzi il Vecchio |                    |                          |                        |  |  |       |  |  | Matteo Strozzi |  |  |                |  |
|                            |                    | Alessandra Macinghi      | Filippo Macinghi       |  |  |       |  |  |                |  |  |                |  |
|                            |                    | Alessandra Macinghi      | Filippo Macinghi       |  |  |       |  |  |                |  |  |                |  |
|                            |                    | Alessandra Macinghi      | Caterina Alberti       |  |  |       |  |  |                |  |  |                |  |
| Filippo Strozzi il Giovane |                    | Alessandra Macinghi      |                        |  |  |       |  |  |                |  |  |                |  |
|                            |                    | Bartolomeo Gianfigliazzi | Adovardo Gianfigliazzi |  |  |       |  |  |                |  |  |                |  |
|                            |                    | Bartolomeo Gianfigliazzi | Adovardo Gianfigliazzi |  |  |       |  |  |                |  |  |                |  |
|                            |                    | Bartolomeo Gianfigliazzi | …                      |  |  |       |  |  |                |  |  |                |  |
| Selvaggia Gianfigliazzi    |                    | Bartolomeo Gianfigliazzi |                        |  |  |       |  |  |                |  |  |                |  |
|                            |                    | …                        | …                      |  |  |       |  |  |                |  |  |                |  |
|                            |                    | …                        | …                      |  |  |       |  |  |                |  |  |                |  |
|                            |                    | …                        | …                      |  |  |       |  |  |                |  |  |                |  |
| Lorenzo Strozzi            |                    | …                        |                        |  |  |       |  |  |                |  |  |                |  |
|                            | Lorenzo de' Medici | Piero de' Medici         |                        |  |  |       |  |  |                |  |  |                |  |
|                            | Lorenzo de' Medici | Piero de' Medici         |                        |  |  |       |  |  |                |  |  |                |  |
|                            | Lorenzo de' Medici | Lucrezia Tornabuoni      |                        |  |  |       |  |  |                |  |  |                |  |
| Piero de' Medici           | Lorenzo de' Medici |                          |                        |  |  |       |  |  |                |  |  |                |  |
|                            |                    | Clarice Orsini           | Jacopo Orsini          |  |  |       |  |  |                |  |  |                |  |
|                            |                    | Clarice Orsini           | Jacopo Orsini          |  |  |       |  |  |                |  |  |                |  |
|                            |                    | Clarice Orsini           | Maddalena Orsini       |  |  |       |  |  |                |  |  |                |  |
| Clarice de' Medici         |                    | Clarice Orsini           |                        |  |  |       |  |  |                |  |  |                |  |
|                            |                    | Roberto Orsini           | Carlo Orsini           |  |  |       |  |  |                |  |  |                |  |
|                            |                    | Roberto Orsini           | Carlo Orsini           |  |  |       |  |  |                |  |  |                |  |
|                            |                    | Roberto Orsini           | Paola Orsini           |  |  |       |  |  |                |  |  |                |  |
| Alfonsina Orsini           |                    | Roberto Orsini           |                        |  |  |       |  |  |                |  |  |                |  |
|                            |                    | Caterina Sanseverino     | Amerigo Sanseverino    |  |  |       |  |  |                |  |  |                |  |
|                            |                    | Caterina Sanseverino     | Amerigo Sanseverino    |  |  |       |  |  |                |  |  |                |  |
|                            |                    | Caterina Sanseverino     | Margherita Sanseverino |  |  |       |  |  |                |  |  |                |  |
|                            |                    | Caterina Sanseverino     |                        |  |  |       |  |  |                |  |  |                |  |